# Джейрах
Джейрах (ингуш. ДжӀайрахь) — село в Ингушетии. Административный центр Джейрахского района и сельского поселения Джейрах.

## Этимология
Название «Джейрах» связывают с арабским именем Джарах («наносящий раны»). По мнению Сулейманова А. С., название села связано с именем арабского полководца аль-Джарраха ибн Абдуллаха аль-Хакими, который совершил набег на Северный Кавказ в 721/722 годах. Возможна также связь со словом ингуш. жӏар — «крест».

## География
Джейрах расположен на левом берегу реки Армхи в пяти километрах от места её слияния с Тереком, в 40 км к юго-западу от столицы Ингушетии города Магас (по прямой).
Ближайшие населённые пункты с постоянным населением: на северо-востоке — аул Бейни, на востоке — Армхи, на западе — Эзми, на границе с Северной Осетией.

## История
С Джейрахом связаны наименования Джейрахского ущелья и исторического ингушского общества джерахи/джераховцы (ингуш. ЖӀайрахой), сформировавшегося к концу XVI — началу XVII века. Они впервые упоминаются в русских документах XVI—XVII вв. как «ероханские люди». Местность, где расположено селение Джейрах («Джариехи») упомянута грузинским историком и географом Вахушти Багратиони в своём труде «География Грузии» первой половины XVIII века и связывается им с территорией современной Ингушетии.
Российский ученый И. Гюльдинштедт в 1771—1772 г. упомянул Джайрах в числе кистинских округов и селений.
С октября 1993 года — административный центр Джейрахского района.

## Население
| \| 2002[14] \| 2006[15] \| 2007[15] \| 2008[15] \| 2009[15] \| 2010[16] \| 2011[16] \| 2012[16] \| 2013[16] \| \| -------- \| -------- \| -------- \| -------- \| -------- \| -------- \| -------- \| -------- \| -------- \| \| 1064 \| ↗1234 \| ↗1251 \| ↗1275 \| ↗1299 \| ↗1513 \| ↗1701 \| ↘1676 \| ↗1715 \| \| 2015[17] \| 2016[17] \| 2019[18] \| 2021[19] \| 2024[1] \| \| \| \| \| \| ↗1755 \| ↗1781 \| ↗1874 \| ↗1928 \| ↗2216 \| \| \| \| \| 500 1000 1500 2000 2500 3000 2008 2013 2024 |       |       |       |       |       |       |       |       |
| 2002 | 2006  | 2007  | 2008  | 2009  | 2010  | 2011  | 2012  | 2013  |
| 1064 | ↗1234 | ↗1251 | ↗1275 | ↗1299 | ↗1513 | ↗1701 | ↘1676 | ↗1715 |
| 2015 | 2016  | 2019  | 2021  | 2024  |       |       |       |       |
| ↗1755 | ↗1781 | ↗1874 | ↗1928 | ↗2216 |       |       |       |       |

Национальный состав
- ингуши — (98,6 %),
- другие национальности (1,4 %).

## Инфраструктура
В селе имеются:
- Администрация села[20]

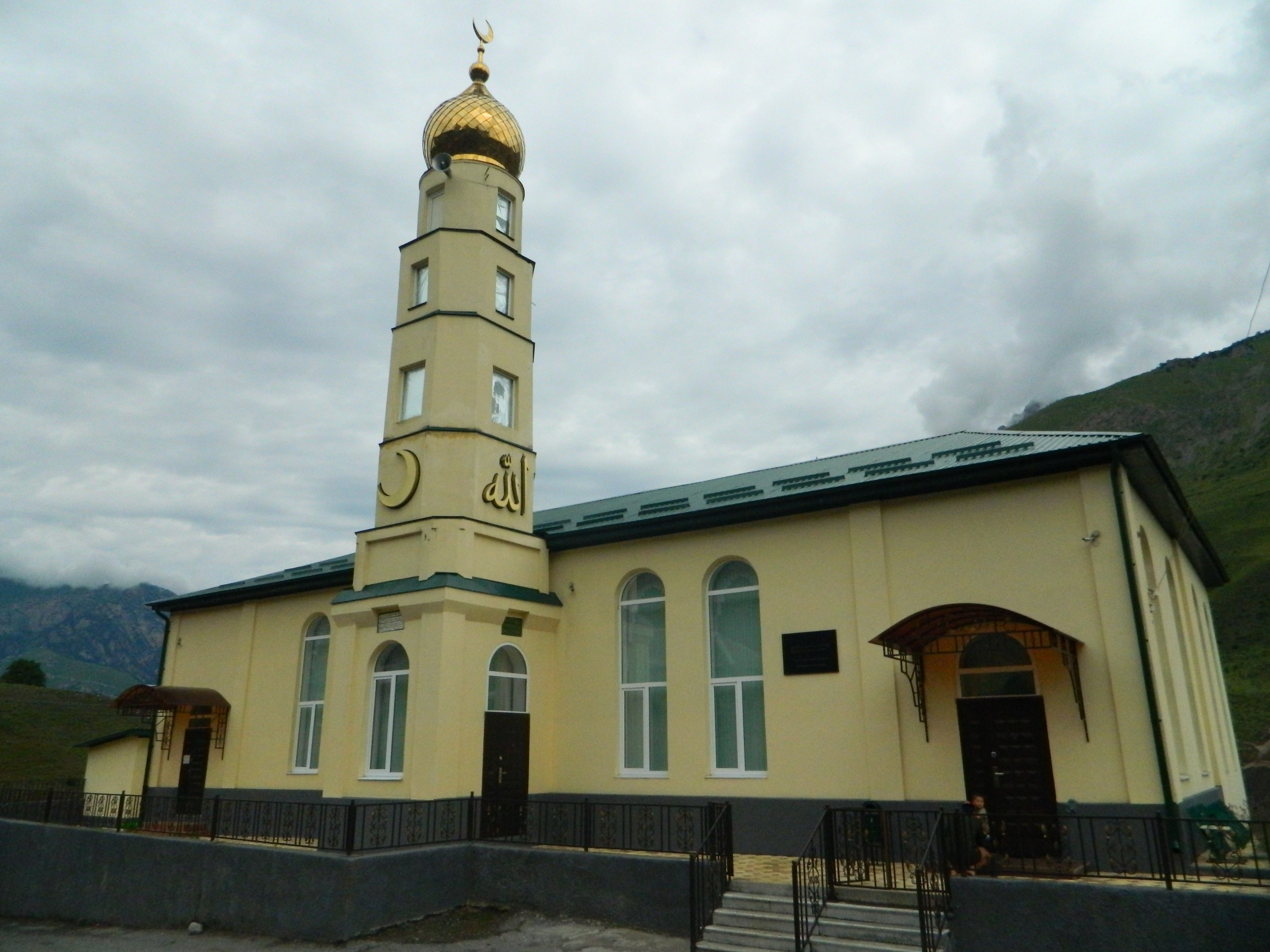
Мечеть в Джейрахе

- Джейрахская средняя общеобразовательная школа[21]
- Детский сад
- Библиотека
- Амбулатория
- Отделение почтовой связи
- АЗС
- Дом-музей скульптора Р. И. Мамилова
  - По маршруту Джейрах — Владикавказ — Назрань 3 раза в день курсируют автобусы и маршрутные такси
  - Село полностью газифицировано и электрифицировано. Водопровод с собственным водозабором высокого давления обеспечивает потребности всего села. Все основные дороги покрыты асфальтом.

## Галерея

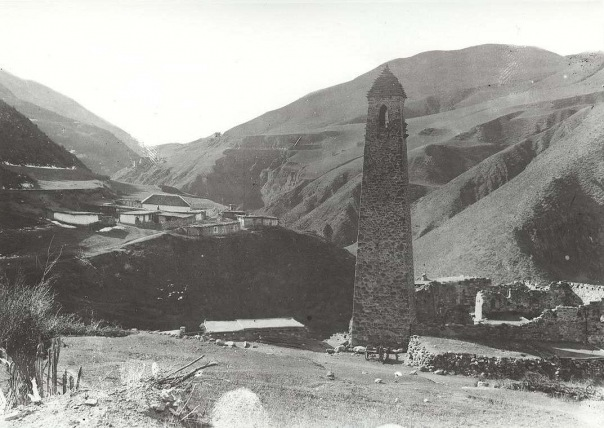
Боевая башня с. Джейрах. 1921 г
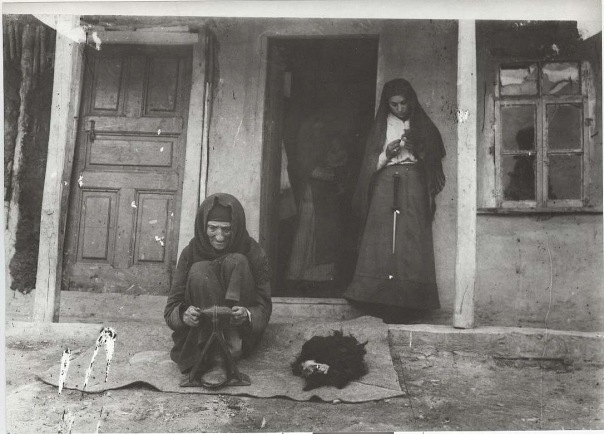
Женщина, расчесывающая шерсть на гребне, с. Джейрах 1921 г
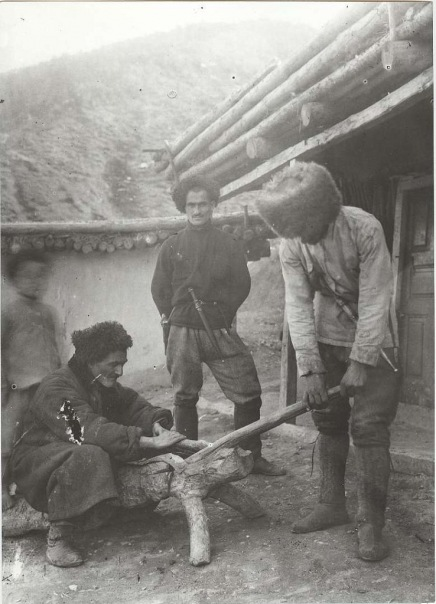
Мужчины за работой на деревянной кожемялке, с. Джейрах 1921 г
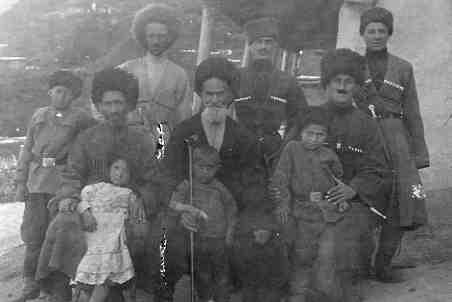
Группа жителей селения Джерах 1925 год